# Бураново (Удмуртия)
Бура́ново (удм. Брангу́рт) — село в Удмуртии, входит в состав Бурановского сельского поселения Малопургинского района. Население — 641 чел. (2012).

## Этимология
Версия первая
По старинной привычке удмурты, живущие в соседстве с бурановцами, бывший центр своей волости называют Брангуртом. По преданию самих жителей села, первым поселенцем починка на левом берегу Сарапулки (Пурошур) был удмурт по имени Обран. Отсюда и произошло название Брангурт. Коренные жители села хорошо помнят то место, где впервые поселилось родство (удм. бӧляк «община») Обрана. Да и улицу они всегда называли именем главы своего родства.
С веками название села стало меняться. Начальный слог из собственного имени Обран постепенно исчез. Стали называть Брангурт. Так легче и удобнее. На этот счёт можно привести немало примеров. Вот один из них. В антропонимических справочниках рядом с Обраном встречается созвучное с ним имя — Огроман. С этим именем связаны названия двух удмуртских деревень: Игерман и Новый Игерман (удм. Огырман).
В XIX веке в селе была построена каменная приходская Троицкая церковь. С этого момента закрепилось за селом нынешнее его название — Бураново.
Версия вторая
Кое-кто из историков прошлого делали попытку объяснить происхождение названия следующими доводами: «После того, как были вырублены густые леса в верховьях реки Пурошур, господствующие ветры по её течению в зимние месяцы стали вызывать частые бураны». Отсюда будто бы произошло название села — Бураново.

«Село расположено на ровном месте. Третья же часть села находится на возвышенном месте. Село окружено холмами и горами, в которых добывается известковый камень. Почва каменистая, малоплодородная. При селе протекает мутная, безрыбная речка Сарапулка».— Газета «Вятская епархия», Вятка, 1912 г.
Сами жители села ту речку называют по-своему — Брангуртшур, а жители деревни Пуро-Можга по-своему — Пурошур.
В давние времена, как полагают, Сарапулка была сплавная. С её верховьев сплавляли лес до Сарапула. Отсюда местные удмурты назвали её «Пур келян шур», а потом «Пурошур».

## География
Бураново находится в 30 км от города Ижевска, 34 км от города Сарапула, в 30 км от районного центра — села Малая Пурга.

## История села

### Легенда о возникновении
Об основании Буранова в устах старожилов-удмуртов существует такое предание. В те времена на месте деревни были сплошные дремучие леса, которые изобиловали всякой дичью, мелкими и крупными зверями. Старожилы своими предками считали жителей деревни Сизёво, что в Завьяловской волости. Из-за тесноты в своей деревне несколько человек выделились и объявили односельчанам о своём желании переселиться в другое место.
Сначала они обратились к местному авторитету — песятаю — с вопросом: в которую сторону им идти? Знахарь, погадавши, посоветовал им направиться в нынешнюю бурановскую сторону. Желающие переселиться собрались со своими в Бадзымкуала, пригласили туда хозяина этого шалаша. Принесли жертву, помолились и вышли. Затем взяли в пестерях провизию, другое необходимое, и направились в ту сторону, куда показал знахарь.
Вскоре они дошли до родника, называющегося ныне «Прохор ошмес» (удм. Прохоров ключ). По отзыву некоторых старожилов деревни Чутожмон-Пурга, вода этого родника считается целебной для глаз. Место понравилось пришельцам. Посоветовавшись, они решили ещё погадать: не свистят ли при ключе деревья? Если свистят, значит место будет несчастливое. Один из них, который был помоложе, взобрался на пихту, приложил ухо к дереву и стал выслушивать: издаёт ли дерево какие-либо звуки? Но вот сук под мужиком подломился, тот упал и ушибся. «Здесь счастья не будет»,— сказали мужики. Пошли дальше. Шли они — и дошли до того места, где сошлись Пурошур и Коньгашур, где берёт начало речка Большая Сарапулка, впадающая в Каму. Здесь им понравилось. И стали на новом месте воздвигать постройки, строить избушки, конюшни, шалаши и прочие строения. Знахарь указал им место для языческих молений — Кереметь. В своё время Г. Е. Верещагин про Кереметь писал так: 

«Это место и ныне стоит. Он — памятник бурановской старины, представляет ныне круглый лесок, его видно издалека. Чуть ли не от города Сарапула. Рубить деревья здесь никто не осмеливается под страхом наказания злого Керемета»— Вотяки Сосновского края. — СПб., 1896. — 218 с. — Зап. Императ. Рус. геогр. о-ва; Т. 14, вып. 2.
.
По данным Ландратской переписи 1710—1716 годов, в деревне Бураново население составляло 13 единиц мужского пола, 16 — женского, все удмурты. Интересный факт: в деревне жили 4 воршудно-родовые группы: Турья, Чола, Пельга и Бигра, прибывшие сюда из всех концов расселения удмуртов. Турья — из Арской земли, Уржумского уезда (в Балтасинском районе республики Татарстан имеется удмуртская деревня Турья); Чола переселилась с Вятки (в Слободском районе Кировской области имеется деревня Чола (Круглово); род Пельга заселял южные и центральные районы Удмуртии, в том числе и соседнюю деревню Кечево; Бигра заселяла северные районы, но есть и в Малопургинском районе — д. Баграш-Бигра.
К началу XX века в бывшей Бурановской волости было 5 школ: в Байкузино, Бураново, Среднем Кечёво, Сундуково и одна школа грамоты в Яган-Докье, в которых обучались 260 мальчиков и 44 девочки.

## Население

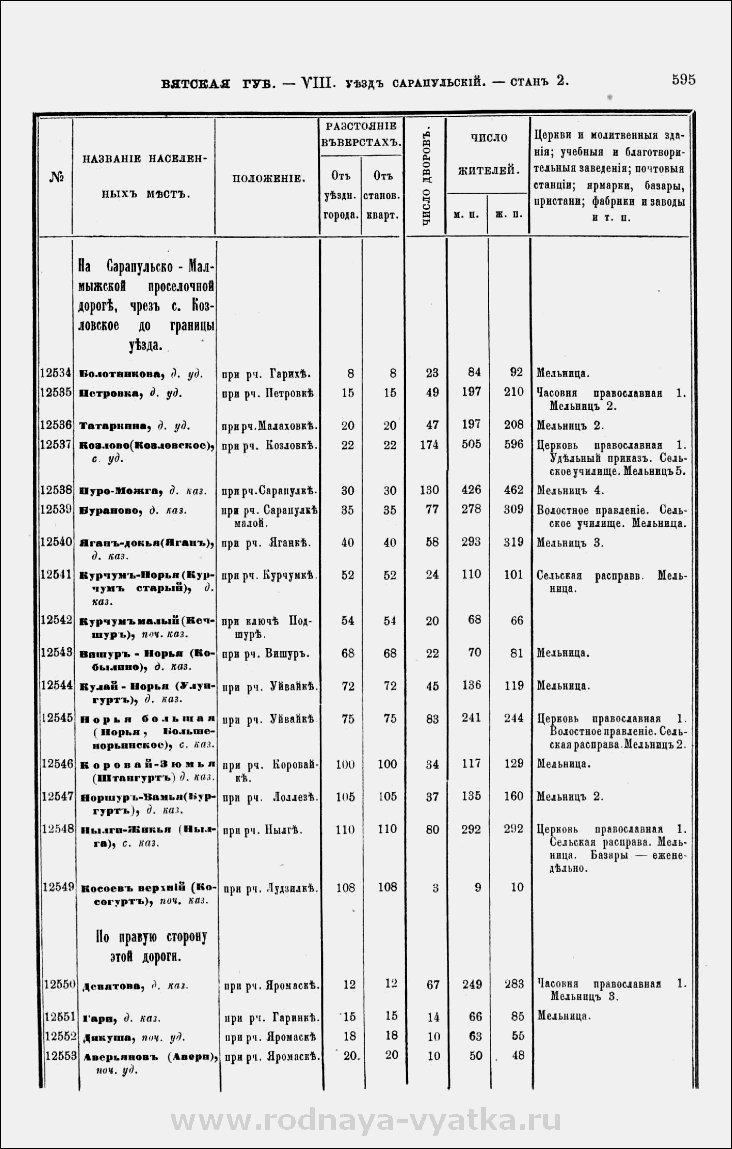

| 1871 | 2010 | 2011 | 2012 |
| ---- | ---- | ---- | ---- |
| 587  | ↗639 | ↗658 | ↘641 |

## Образование
- Средняя общеобразовательная школа[7]
- Детский сад «Зарни шеп»[7]

## Культура
Из жительниц села сформирован фольклорный коллектив «Бурановские бабушки», который 22 мая 2012 года представил Россию на конкурсе песни «Евровидение-2012» и прошёл в финал по результатам голосования, где выступил 26 мая 2012 года. Коллектив занял второе место.

## Троицкая церковь
Здание Троицкого храма в селе Бураново, где служил священником основатель удмуртской литературы, известный педагог и этнограф Г. Е. Верещагин, не сохранилось. 

Церковь Троицкая в селе Бураново каменная, построена в 1865 году на проценты с капитала, пожертвованного почётным гражданином О. Г. Черновым. В ней три престола: во имя Св. Троицы, св. Архистратига Михаила и св. Пророка Ильи. При церкви состоят: священник, диакон и два дьячка. Один из причетников пользуется казённою квартирою, прочие имеют свои дома. В приход, кроме села, входят семь деревень расстоянием от церкви от 2 до 6 вёрст, прихожан 1 236 мужского пола и 1 331 женского пола. Бураново от города Вятки 450 вёрст. Ближайшие сёла Козлово и Космодамянское (Бабино) в 8 верстах.

По списку населённых мест 1859—1871 годов: Бураново при речке Сарапулка, от уездного города 35, от стана (Агрыз) 35 вёрст, число дворов — 77, число жителей — 278 — мужского пола, 309 — женского пола.— «Вятская епархиальная ведомость», 1873 год
По рассказам старожилов, недалеко от церкви в религиозные праздники съезжались из окрестных деревень крестьяне и устраивали пышные базары. Приезжали празднично одетые, бойко торговали. Происходило всё это рядом с церковью. Она имела два купола. Второй, меньший по величине, был недостроенный. Вокруг неё росли деревья. В двухстах метрах находилось небольшое озеро.

«Преосвященству Владимиру, что состоящий на диаконской вакансии в селе Бураново священник Григорий Верещагин согласно представителей Его Преосвященства от 27 марта сего года за № 203 по постановлению Епархиального начальства от 13—24 сего апреля определить на штатную вакансию священника в том же селе Бураново».— Фонд 245, опись 2, 1479; 3 мая 1901 года
Приход в селе Бураново открыт по определению Вятского епархиального начальства от 7 июня — 1 июля 1860 года. В его состав вошли селения, ранее входившие в приход села Козлово. В 1870 году в приходе числились: село Бураново, деревни Егорово, Сундуково, Бодино, Яган, Чутожмон и починок Никольский.
Вначале богослужения совершались в молитвенном доме, освящённом 14 сентября 1860 года.
По указу Вятской духовной консистории от 28 октября 1869 года при церкви учреждено церковно-приходское попечительство. 18 мая 1913 года состоялась закладка нового каменного храма на старом фундаменте. Сведений об окончании его строительства по документам ЦГА УР не обнаружено.
В Бураново приходили деньги от Иоанна Кронштадтского, властителя дум в русском православии XX века. Дело в том, что Верещагин, увидев плачевное состояние церкви, написал популярнейшему проповеднику России — и тот откликнулся на зов помощи, исходивший от сельского иерея, послал около тысячи рублей. По Удмуртии больше таких примеров неизвестно.
Сама же Троицкая церковь в Буранове была сравнительно невелика. В историю вошла, прежде всего, тем, что здесь служили такие выдающиеся деятели, как И. В. Васильев и Г. Е. Верещагин (с 1900 по 1924 год). Свято-Троицкая церковь закрыта 10 декабря 1939 года. Здание церкви снесено. Ныне в Буранове действует деревянная церковь, находящаяся в плачевном состоянии.
В августе 2010 года на празднике 300-летия села начался сбор пожертвований на строительство и возрождение старого, каменного Свято-Троицкого храма. Инициаторами сбора денежных средств на восстановление храма выступили участницы фольклорного ансамбля «Бурановские бабушки» (участницы конкурса «Евровидение-2012»). Денежные средства, вырученные со всех концертов и даже от победы в шоу «Кто хочет стать миллионером?» (800 тысяч рублей) направляются на восстановление храма.